# Estrela subanã B

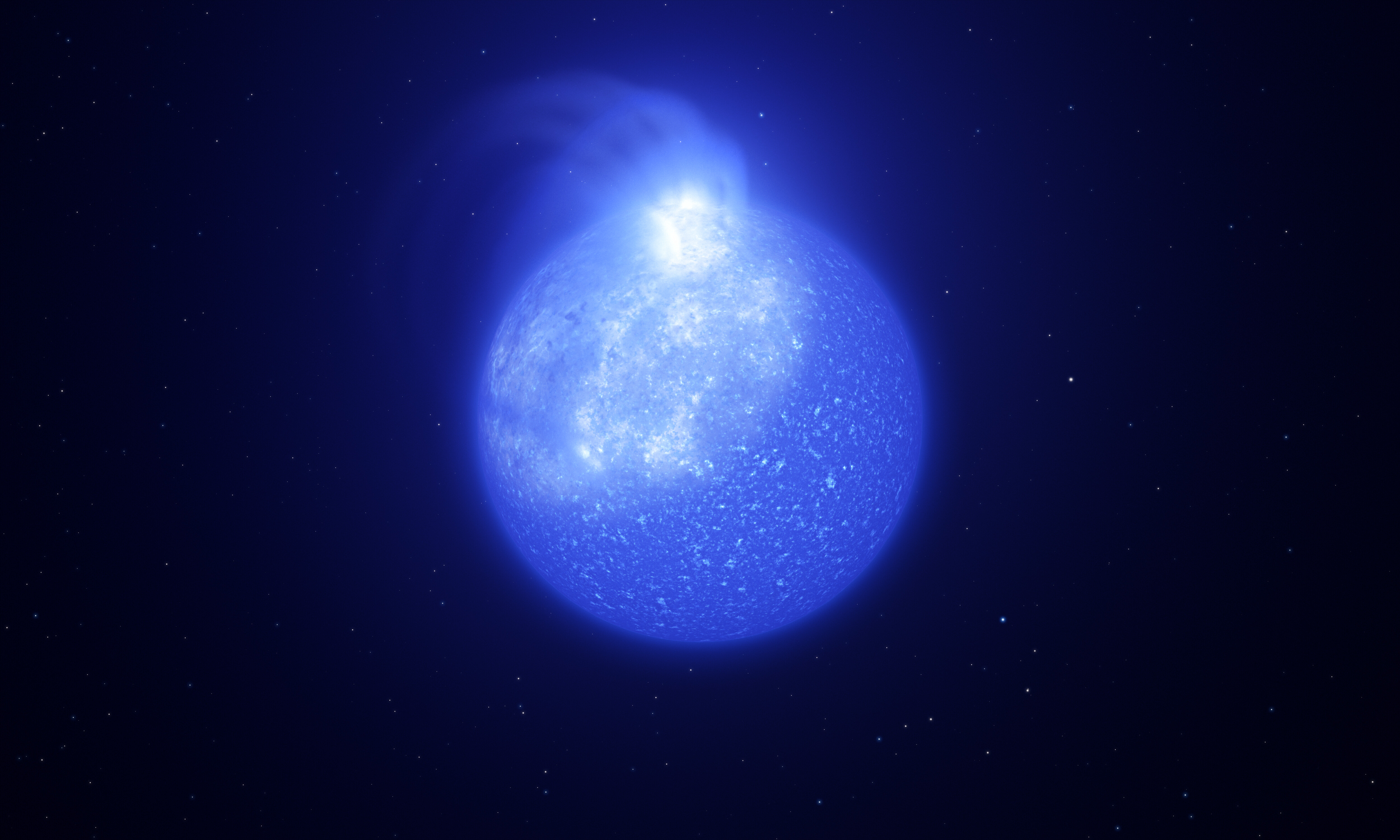
Impressão artística de uma estrela subanã B, mostrando uma mancha quente gigante

Uma subanã B é um tipo de estrela subanã de classe espectral B. Elas constituem as "estrelas do extremo do ramo horizontal" no diagrama de Hertzsprung-Russell. Essas estrelas representam um estágio tardio na evolução de algumas estrelas, quando uma estrela gigante vermelha perde suas camadas de hidrogênio externas antes de o núcleo começar a fundir o hélio. As razões da ocorrência dessa perda de massa não são claras, mas acredita-se que a interação das estrelas em um sistema de estrelas binárias seja um dos principais mecanismos. Subanãs solitárias podem ser o resultado da fusão de duas anãs brancas. Estrelas subanãs B, sendo mais luminosas que as anãs brancas, constituem um importante componente na população de estrelas quentes em velhos sistemas estelares, como aglomerados globulares, galáxias em espiral, bulbos e galáxias elípticas.  Essas estrelas se destacam em imagens em ultravioleta. As subanãs B quentes são apontadas como a causa do UV-upturn na emissão luminosa das galáxias elípticas.
Prevê-se que as subanãs B se tornem anãs brancas sem passar por nenhum outro estágio de estrela gigante.
Essas estrelas possuem massas de aproximadamente 0.5 massas solares, e elas contêm apenas 1% de hidrogênio, sendo o restante composto por hélio. O raio dessas estrelas varia de 0.15 a 0.25 raios solares, e a temperatura de 20000 a 40000K.
As subanãs B quentes constituem um grupo na classificação espectroscópica.

## História
As subanãs B foram descobertas por Zwicky e Humason por volta de 1947, quando eles encontraram estrelas azuis subluminosas ao redor do polo norte galático. Descobriu-se no recenseamento astronômico Palomar-Green que as subanãs B eram o tipo mais comum entre as estrelas azuis opacas com magnitude acima de 18. Nos anos 60, foi descoberto através da espectroscopia que muitas das subanãs B eram pobres em hélio, apresentando quantidades inferiores ao previsto pela teoria do big bang. No início dos anos 70 Greenstein e Sargent realizaram medições das temperaturas e forças gravitacionais e puderam assinalar a posição correta das subanãs B no diagrama de Hertzsprung-Russell.

## Variáveis
Há três tipo de estrelas variáveis nessa categoria:
Primeiramente, existem as subanãs B com períodos de 90 a 600 segundos. Elas também são denominadas estrelas EC14026 ou V361 Hya. Uma nova nomenclatura proposta é sdBVr, (subdwarf B Variable, com um r subescrito para rápida). Há ainda um nome coloquial para essas estrelas - estrelas Betsy. A teoria de Charpinet para as oscilações dessas estrelas declara que as variações no brilho se devem às oscilações no modo acústico com baixo grau (l) e baixa ordem (n). Essas oscilações são causadas pela ionisação de átomos do grupo do ferro gerando opacidade. A curva da velocidade é de 90 graus defasada em relação à curva do brilho. As medições da aceleração gravitacional g atingiram o mínimo enquanto o brilho atinge o máximo. Isso se deve em maior proporção à variação na velocidade, mais do que a variação na gravidade devido às diferenças de tamanho.
O segundo tipo é constituído pelas variáveis de longo período, cujos períodos variam de 45 a 180 minutos. Uma nova nomenclatura proposta é sdBVs (subdwarf B Variable, com um s subescrito para slow - lenta). Essas estrelas apresentam uma variação muito pequena, de 0.1%. Elas também têm sido denominadas PG1716 ou V1093 Her ou abreviadamente LPsdBV. As variáveis de longo período possuem uma variação de temperatura menor, de 29000K a 35000K
As estrelas que apresentam os dois tipos de oscilação (rápida e lenta) são denominadas híbridas, cuja nomenclatura padrão é sdBVrs. O protótipo dessa classe é DW Lyn, também identificada como HS 0702+6043.
| Estrela variável | Nome alternativo | Constelação | Distância (al) |
| ---------------- | ---------------- | ----------- | -------------- |
| V361 Hydrae      | EC 14026-2647    | Hydra       | ?              |
| V1093 Herculis   | GSC 03081-00631  | Hercules    | ?              |
| HW Virginis*     | HIP 62157        | Virgo       | 590            |
| NY Virginis*     | GSC 04966-00491  | Virgo       | ?              |
| V391 Pegasi      | HS 2201+2610     | Pegasus     | 4570           |

*estrela binária eclipsante

## Companheiras
Sabe-se que duas subanãs B possuem planetas. V391 Peg foi a primeira a ter um planeta detectado em sua órbita. HW Vir possui dois planetas conhecidos.